# Aleuropapillatus gmelinae
Aleuropapillatus gmelinae es un hemíptero de la familia Aleyrodidae, con una subfamilia: Aleyrodinae.
Fue descrita científicamente por primera vez por David, Jesudasan & Mathew en 1988.